# Xanthidae

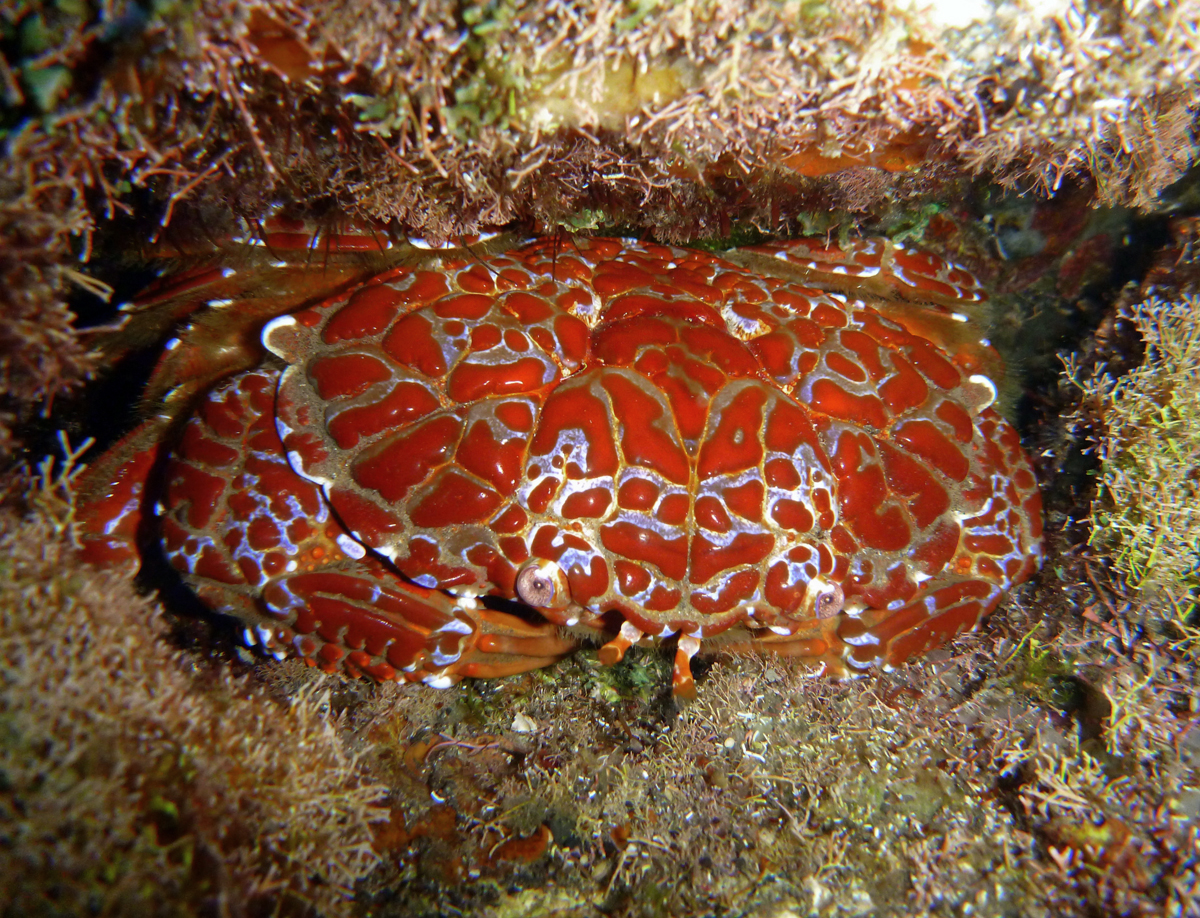
Zosimus aeneus, specie tossica

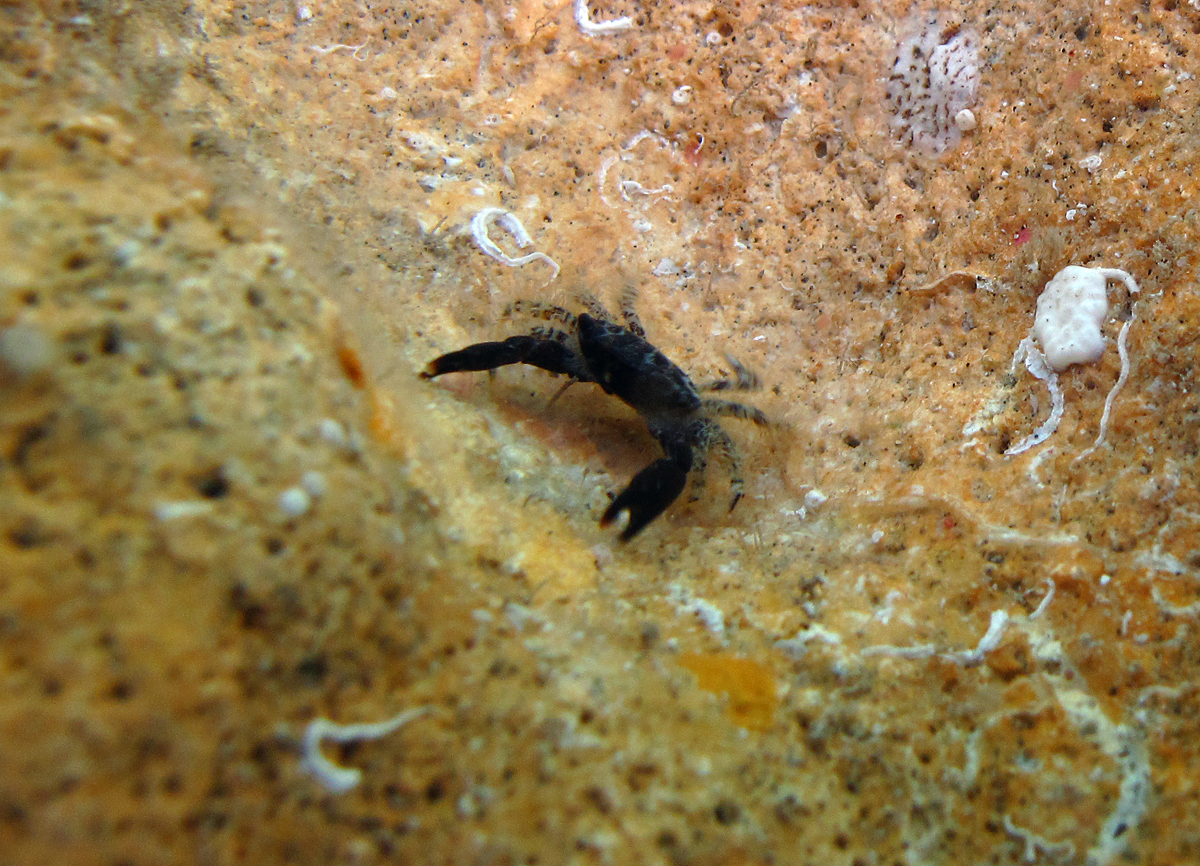
Chlorodiella cytherea

Xanthidae MacLeay, 1838 è una famiglia di granchi appartenenti alla superfamiglia Xanthoidea.

## Distribuzione e habitat
Vivono in acque costiere o mediamente profonde; nel mar Mediterraneo sono diffusi su coste rocciose.

## Descrizione
Il carapace è largo, talvolta cuoriforme; la superficie può sia essere liscia che irregolare. Alcune specie sono tossiche, come Zosimus aeneus, Lophozozymus pictor, Atergatis floridus, Platypodia granulosa e i granchi del genere Demania. Rimangono tossici anche dopo la cottura e possono essere mortali.

## Tassonomia
- sottofamiglia Actaeinae Alcock, 1898
- sottofamiglia Antrocarcininae Ng & D. G. B. Chia, 1994
- sottofamiglia Chlorodiellinae Ng & Holthuis, 2007
- sottofamiglia Cymoinae Alcock, 1898
- sottofamiglia Etisinae Ortmann, 1893
- sottofamiglia Euxanthinae Alcock, 1898
- sottofamiglia Kraussiinae Ng, 1993
- sottofamiglia Liomerinae Sakai, 1976
- sottofamiglia Polydectinae Dana, 1851
- sottofamiglia Speocarcininae Stevcic, 2005
- sottofamiglia Xanthinae MacLeay, 1838
- sottofamiglia Zalasiinae Serène, 1968
- sottofamiglia Zosiminae Alcock, 1898
- genere Chlorodopsis Milne-Edwards, 1863
- genere Lioxantho Alcock, 1898
- genere Phymodius Milne-Edwards, 1863

## Biologia
Alcune specie (come Lybia tessellata) vivono in simbiosi con cnidari.

### Alimentazione
Alcuni sono predatori, altri invece si nutrono di alghe.